# 沙尾 (从化区)
沙尾是位于中国广东省广州市从化区太平镇的一个自然村。属佛岗村管辖。清代后期建村。因当时流溪河冲积砂石导致村尾常有大量泥沙堆积而得名沙尾。2015年时，户籍人口350人。